# O Gabinete de Curiosidades de Guillermo del Toro
Guillermo del Toro's Cabinet of Curiosities (ou simplesmente Cabinet of Curiosities/Gabinete de Curiosidades) é uma série de televisão antológica de terror criada por Guillermo del Toro para a Netflix. A série apresenta oito histórias de terror modernas nos gêneros gótico e Grand Guignol. Duas são coescritas pelo próprio del Toro, enquanto as outras são escritas e dirigidas por outros cineastas. Foi lançada em 25 de outubro de 2022. O consenso crítico do Rotten Tomatoes chamou a série de "um tesouro de narrativa gótica" e detém uma pontuação de 94%.

## Premissa
A série é "uma coleção de histórias com curadoria pessoal do cineasta vencedor do Óscar, descritas como [igualmente] sofisticadas e assustadoras". Del Toro apresenta cada episódio.

## Produção

### Desenvolvimento

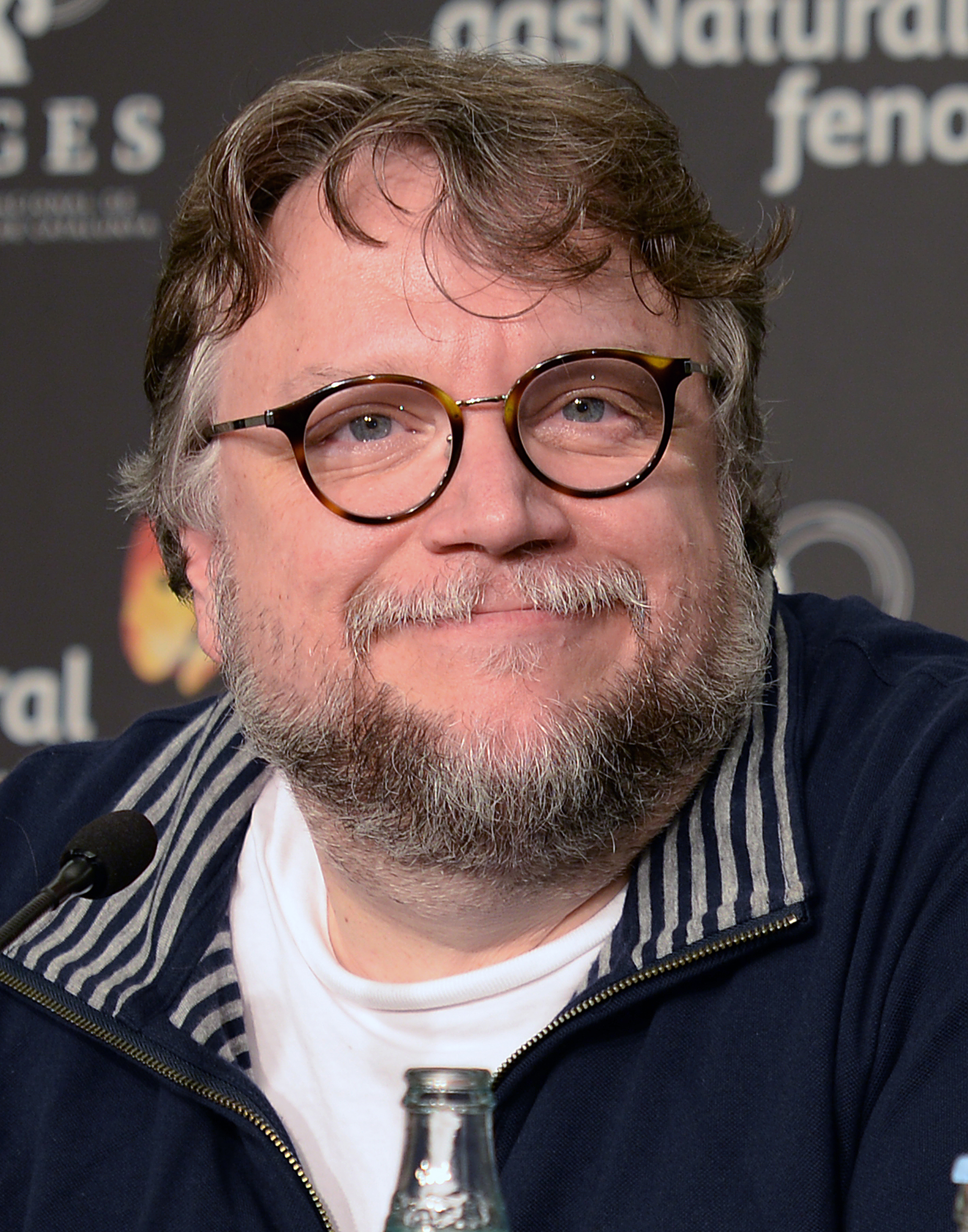
Guillermo del Toro em 2017

Em 14 de maio de 2018, foi anunciado que a Netflix havia feito um pedido de produção da série. Os produtores executivos incluíram Guillermo del Toro, J. Miles Dale e Gary Ungar. Del Toro também atuou como roteirista de um episódio e escolheu a dedo roteiristas e diretores para dirigir os outros episódios.
Em setembro de 2021, o The Hollywood Reporter anunciou que a cineasta de The Babadook, Jennifer Kent, iria escrever e dirigir um episódio estrelado pela protagonista do filme, Essie Davis. A temporada seria composta por outros sete episódios, que seriam dirigidos individualmente por Ana Lily Amirpour, Panos Cosmatos, Catherine Hardwicke, Guillermo Navarro, David Prior, Vincenzo Natali, e Keith Thomas, com roteiristas como Regina Corrado, Lee Patterson, Haley Z. Boston, Mika Watkins e Aaron Stewart-Ahn. A série foi descrita como "em produção", de acordo com o The Hollywood Reporter.

### Filmagens
As gravações da série começaram com o título provisório de Guillermo del Toro Presents: 10 After Midnight em 28 de junho de 2021, em Toronto e Hamilton, Ontário, Canadá, e foram concluídas em 16 de fevereiro de 2022.

## Recepção
A série recebeu uma resposta positiva da maioria dos críticos. O site agregador de resenhas Rotten Tomatoes relatou um índice de aprovação de 94% com uma classificação média de 7,6/10, com base em 47 resenhas críticas. O consenso dos críticos do site diz: "O maestro do terror Guillermo del Toro empresta seu nome familiar a uma coleção de contos assustadores dirigidos por veteranos do gênero e novatos promissores—com muitas surpresas curiosas somando-se a um tesouro da narrativa gótica." O Metacritic, que usa uma média ponderada, atribuiu uma pontuação de 73 em 100 com base em 21 críticos, indicando "críticas geralmente favoráveis".